# Малая академия наук Украины

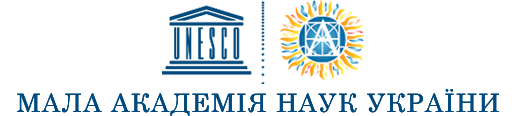
Логотип Малой академии наук Украины

Малая академия наук Украины (МАН) — профильное внешкольное учебное заведение, имеющее сеть центров по всей территории Украины. Слушатели МАН участвуют в научно-исследовательской, конструкторской и изобретательской работе в различных областях науки, техники, культуры и искусства. Среди слушателей МАН проводятся ежегодные конкурсы-защиты научных работ, состоящие из районного, областного и Всеукраинского этапов.

## История
Создавалась и развивалась под руководством Министерства образования и науки Украины при участии Национальной академии наук Украины и её научно-исследовательских институтов, высших учебных заведений всех регионов Украины.
В 1939 году в соответствии с обращением Академии наук СССР об усилении шефства над детскими научными организациями Академия наук УССР принял постановление о шефстве над Киевским Дворцом пионеров и октябрят по вопросам работы с талантливыми детьми и учащейся молодежью — членами научных кружков. Программой совместной работы предполагалось чтение учеными научно-популярных лекций, участие их в работе кружков, проведение консультаций, написание творческих рефератов и т. д.
В 50-60 годах отделены научные кружки и секции, которые создавались при некоторых школах, внешкольных учреждениях, вузах, стали объединяться в городские, областные и республиканские научные общества учащихся, целью их стало содействие развитию познавательной активности и творческих способностей школьников в процессе углубленного изучения ими одной из областей науки, техники и культуры.
В числе первых массовых научно-технических объединений стала Крымская Малая академия наук, создание которой относится к 1963 году. Первым шагом этого объединения было создание 5 отделений: общественных наук, литературы и искусства, физико-математических наук, химии, биологии. В больших и маленьких городках Крыма начали действовать филиалы Малой академии наук.
Опыт этого объединения, во многом благодаря деятельности В. Н. Касаткина, был положен в основу развития в течение 1960-х — 1980-х годов движения Малых академий наук, которые создавались в разных регионах Украины.
В 1983 году было принято постановление Совета Министров «О дальнейшем развитии детского технического творчества в республике» и на её выполнение совместное постановление вышеупомянутых организаций «О совместных мерах по созданию и развитию Малых Академий наук школьников при научных центрах Академии наук Украинской ССР». Этим постановлением было утверждено Типовое положение о Малой академии наук школьников; создан координационно-методический совет и утверждён его состав; отмечено целенаправленная работа Киевской городской, Львовской, Крымской, Одесской Малых академий наук школьников.
Указанные документы способствовали развитию Малых академий наук на Украине: Донецкой — с 1985 года, Днепропетровской — с 1985 года, Житомирской — с 1986 года, Ровенской — с 1985 года, Харьковской — с 1985 года, Мелитопольской — с 1986 года. Всего до 1986 года было создано 11 Малых академий наук школьников с их филиалами. В основном они располагались в Дворцах пионеров, областных станциях юных натуралистов, областных станциях юных техников.
До 2004 года территориальные отделения МАН были созданы в 24 областях, АР Крым, городах Киеве и Севастополе. Они включали в себя десятки районных территориальных отделений и научных обществ учащихся.
В 2004 году возникла необходимость в создании единого координационного центра. По инициативе Президиума МАН и при поддержке Министерства образования и науки Украины было создано государственное внешкольное учебное заведение Малая академия наук учащейся молодёжи, который сегодня[когда?]  координирует деятельность территориальных отделений, организует работу Высшей школы МАН Украины, всеукраинские массовые мероприятия, осуществляет выплату президентских стипендий лучшим ученикам МАН, победителям Всеукраинских конкурсов научных работ и олимпиад.

## Деятельность
Деятельность осуществляется на основе приказов органов управления образованием, положений МОН Украины и решений Президиума Малой академии наук, через центральное заведение направляются в региональные подразделения — территориальные отделения. Территориальные отделения действуют как отдельные юридические лица или как структурные подразделения других внешкольных, высших учебных заведений, учреждений системы НАН Украины, МОН Украины, АПН Украины.
Общую координацию деятельности и организационно-методическое руководство проектом осуществляет внешкольное учебное заведение Малая академия учащейся молодежи в соответствии с Приказом Министерства образования и науки Украины от 31.12.2004 № 990 «О совершенствовании деятельности Малой академии наук Украины».
На сегодняшний день[когда?] Малая академия наук Украины насчитывает 27 территориальных отделений областного уровня, которые руководят работой около 1000 районных территориальных отделений и научных обществ учащихся.
Основной базой отбора талантливых детей является система учреждений внешкольного образования (около 1400 заведений разных направлений) в которых в внеурочное время обучается более 1 500 000 учеников (20 % школьников). Из них, а также из учеников общеобразовательных школ, в которых действуют ученические научные общества, ежегодно отбираются лучшие дети, которые проявляют способности к научной, экспериментальной, исследовательской работы.
Ученики-члены МАН делятся на слушателей, кандидатов и действительных членов.
- Слушатели: учащиеся 8-11 классов школ, ПТУ, проявляющие интерес к научной деятельности, желающие получить дополнительные знания в отдельных отраслях науки и принимающие участие в работе секции или кружка.
- Кандидаты в члены МАН: учащиеся кружков, секций, которые проявляют способности при углубленном изучении научных дисциплин вне школьной программы; склонны к проведению научных исследований, технического творчества; выступают на конференциях, выставках; являются призёрами олимпиад. Кандидат утверждается президиумом территориального отделения МАН по предложению научных обществ, секций, кружков.
- Действительные члены МАН: кандидаты, имеющие самостоятельные научные работы и учащиеся в научных кружках и секциях не менее 2-х лет.

Пройдя многолетнюю подготовку лучшие ученики Малой академии принимают участие в ежегодном общенациональном конкурсе-защите научно-исследовательских работ учеников-членов Малой академии наук Украины, который проходит в три этапа (район, область, финал в Киеве). На всех этапах общенационального конкурса-защиты принимают участие около 100 000 школьников-старшеклассников, а в финал выходят лишь 1000 лучших. Как сам конкурс, так и вся деятельность Малой академии, включает в себя 40 секций почти по всем научным направлениям. Кроме общенационального конкурса учащиеся Малой академии участвуют в различных областных, всеукраинских и международных интеллектуальных конкурсах, турнирах, олимпиадах, фестивалях, экспедициях, семинарах и коллоквиумах.
В 2009 году победители Всеукраинского этапа конкурса работ МАН получили право внеконкурсного поступления в вузы Украины. В 2013 году это право было заменено дополнительными баллами при поступлении.

## Проекты МАН
- МанЛаб — лабораторный комплекс Национального центра «Малая академия наук Украины». МанЛаб предлагает помощь в научных и учебных исследованиях ученикам школ Украины в дистанционном и очном режимах. Лабораторный комплекс специализируется на исследованиях в области естественного направления: физика, химия, биология, география, астрономия. МанЛаб использует научное и учебное оборудование украинских производителей и ведущих производителей мира «Phywe», «Furier», «National Instrument», «Celestron» и др..
- Інтелект TV — информационно-познавательный интернет-проект, предоставление информации в котором организовано в форме телевизионного канала.